# Cabo Delgado (província)
A província de Cabo Delgado é uma subdivisão de Moçambique localizada no extremo nordeste do país. A sua capital é a cidade de Pemba, localizada a cerca de 2 600 km norte de Maputo, a capital do país. A província tem uma área de 82 625  km² e tinha, em 2017, uma população de 2 333 278 habitantes. Está dividida em 17 distritos e possui, desde 2022, sete municípios.

## Localização
A província de Cabo Delgado está situada na região norte de Moçambique, fazendo fronteira, a norte com a Tanzânia, da qual está separada pelo rio Rovuma, a oeste com a província do Niassa e com a província de Nampula a sul, na outra margem do rio Lúrio. A este o limite é o Oceano Índico.

## Demografia

### População
De acordo com os resultados preliminares do Censo de 2017, a província tem 2 333 278 habitantes em uma área de 82 625km², e, portanto, uma densidade populacional de 28,2 habitantes por km². Quanto ao género, 51,5% da população era do sexo feminino e 48,5% do sexo masculino.
O valor de 2017 representa um aumento de 699 116 habitantes ou 42,8% em relação aos 1 634 162 residentes registados no censo de 2007.
| 1980    | 1997      | 2007      | 2017      |
| 900 704 | 1 287 814 | 1 634 162 | 2 333 278 |

## História
A província tem o nome do Cabo Delgado, um promontório situado na fronteira entre Moçambique e a Tanzânia, no ponto mais setentrional de Moçambique. Entre 1890 e 1929, o território da atual província foi administrado, juntamente com o território da atual província de Niassa, pela Companhia do Niassa.

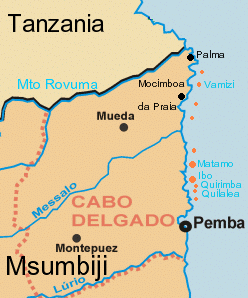
Mapa da província

### Guerra colonial
Em 25 de setembro de 1964, guerrilheiros da FRELIMO chegaram da Tanzânia e, com a ajuda de alguns habitantes da região, atacaram um posto administrativo português, em Cabo Delgado. Esse ataque marcou o início da Guerra Colonial Portuguesa, a luta armada entre as autoridades coloniais da então África Oriental Portuguesa e o movimento independentista. Cabo Delgado foi o foco da Operação Nó Górdio, cujo objetivo era desmantelar as bases da guerrilha na região.
A província foi formada a partir do que fora o distrito de Cabo Delgado, no período colonial

### Ataques do Daesh
A província de Cabo Delgado contém o maior e mais rico projeto de gás natural liquefeito da África. Operado pela empresa francesa Total, estima-se que tenha um valor de USD 60 bilhões com investimentos de vários países. A população local reclama que viu pouco dessa riqueza ou investimento passar para a comunidade, o que teria motivado o início da insurgência - mais tarde "internacionalizada", ao ganhar apoio do Daesh (Estado Islâmico).
Desde outubro de 2017, bandos wahhabitas armados, ligados ao Daesh, têm atacado a região de Cabo Delgado, cometendo decapitações em massa. Em agosto de 2020, tomaram a cidade portuária de Mocímboa da Praia. O grupo, por vezes, autointitula-se al-Shabaab (em  árabe, 'os jovens' ou 'os rapazes') embora não tenha ligações conhecidas com o grupo somali al-Shabaab, que é afiliado a al-Qaeda, enquanto o grupo de Cabo Delgado é ligado ao rival Estado Islâmico (EI). Eles adotaram o título de Província da África Central do Estado Islâmico (ISCAP), o que também é enganoso, já que Moçambique não faz parte da África Central.
Em março de 2021, o Departamento de Estado dos EUA designou o grupo Ahlu Sunna Wal Jammah (ASWJ) - que opera em Cabo Delgado com a participação de "combatentes estrangeiros" da Tanzânia - como uma franquia do EI e acrescentou-o à sua  lista de organizações terroristas estrangeiras. Em março de 2021, o International Crisis Group relatou que, embora o EI tivesse contato com os extremistas de Moçambique e dado algum apoio financeiro a eles, provavelmente não exercia autoridade de comando e controle sobre o grupo.
As Forças Armadas de Moçambique têm combatido os extremistas, sem muito sucesso. Mais de 700 000 civis foram deslocados em razão dos ataques. Em setembro de 2020, insurgentes do EI ocuparam a Ilha Vamizi, no Oceano Índico. Mais de cinquenta pessoas foram decapitadas na província, em abril de 2020, e um número semelhante, em novembro de 2020. Em março de 2021, a ONG Save the Children relatou que os militantes wahhabitas também estavam decapitando crianças.

## Governo

### Administradores provinciais
Até 2020 a província era dirigida por um governador provincial nomeado pelo Presidente da República. No seguimento da revisão constitucional de 2018 e da nova legislação sobre descentralização de 2018 e 2019, o governador provincial passou a ser eleito pelo voto popular, e o governo central passou a ser representado pelo Secretário de Estado na província, que é nomeado e empossado pelo Presidente da República.

#### Governadores nomeados
- (1975-1980) Raimundo Pachinuapa[19]
- (1980-1983) Armando Panguene[20]
- (1983-1986) Alberto Joaquim Chipande[21]
- (1986-1987) João Baptista Cosme[22]
- (1987-1995) António Simbine[23]
- (1995-1997) Jorge Muanahumo[24]
- (1997-2005) José Pacheco[25]
- (2005-2007) Lázaro Mathe[26]
- (2007-2014) Eliseu Joaquim Machava[27]
- (2014-2015) Abdul Razak[28]
- (2015-2017) Celmira Da Silva[29]
- (2017-2020) Júlio José Parruque[30][31]

#### Governadores eleitos
- (2020-) Valige Tauabo[32] Eleito pelo Partido Frelimo

#### Secretários de estado
- (2020-2021) Armindo Ngunga[33]
- (2021-2025) António Njanje Taimo Supeia[34]
- (2025-) Fernando Bemane de Sousa[35]

## Subdivisões da província

### Distritos
Cabo Delgado está dividida em 17 distritos, os 16 distritos já existentes quando foi realizado o censo de 2007, mais o distrito de Pemba, estabelecido em 2013 para administrar as competências do governo central, e que coincide territorialmente com o município do mesmo nome. Na mesma data, o distrito de Pemba-Metuge passou a ser designado como distrito de Metuge:
- Ancuabe
- Balama
- Chiúre
- Ibo
- Macomia
- Mecúfi
- Meluco
- Metuge
- Mocímboa da Praia
- Montepuez
- Mueda
- Muidumbe
- Namuno
- Nangade
- Palma
- Pemba
- Quissanga

### Municípios
Esta província possui sete municípios:
- Balama (vila)
- Chiúre (vila)
- Ibo (vila)
- Mocímboa da Praia (vila)
- Montepuez (cidade)
- Mueda (vila)
- Pemba (cidade)

De notar que a vila de Mueda se tornou município em 2008,  de Chiúre em 2013 e as de Balama e Ibo em 2022.